# Бюхльберг
Бюхльберг (нім. Büchlberg) — громада в Німеччини, у землі Баварія.
Підпорядковується адміністративному округу Нижня Баварія. Входить до складу району Пассау. Населення становить 4110 осіб (на 31 грудня 2010). Займає площу 28,13 км². Офіційний код — 9 2 75 119.

## Зростання населення по роках
- 1970: 2861 жителів
- 1987: 3331 жителів
- 2000: 3939 жителів

## Політика

### Мерія
Мер Норберт Маролд (СДПН) був обраний у 2008 році з 95,4 % голосів.

### Рада
Рада працює на місцевих виборах з 2 березня 2008 року. У раді представлені наступні партії:
- ХСС: Л 6 місце (38,1 %)
- FWG: 6 місце (34,0 %)
- СДПН: 4 місце (25,4 %)

### Податкові надходження
Муніципальних податкових надходжень в 1999 році склало 1 478 000 €, 300 000 € з яких склали податкові надходження з бізнесу.

## Культура і пам'ятки
Парафіяльна церква Св. Ульріха, з часів пізньої готики, часів бароко, розбудова якої розпочалася у 1725 р., а закінчилася у 1837 році. На шпилі вежі знаходиться чудотворний образ Діви Марії зі схиленою головою, що належить до цього ж періоду, зроблений у 1753 році.

## Галерея

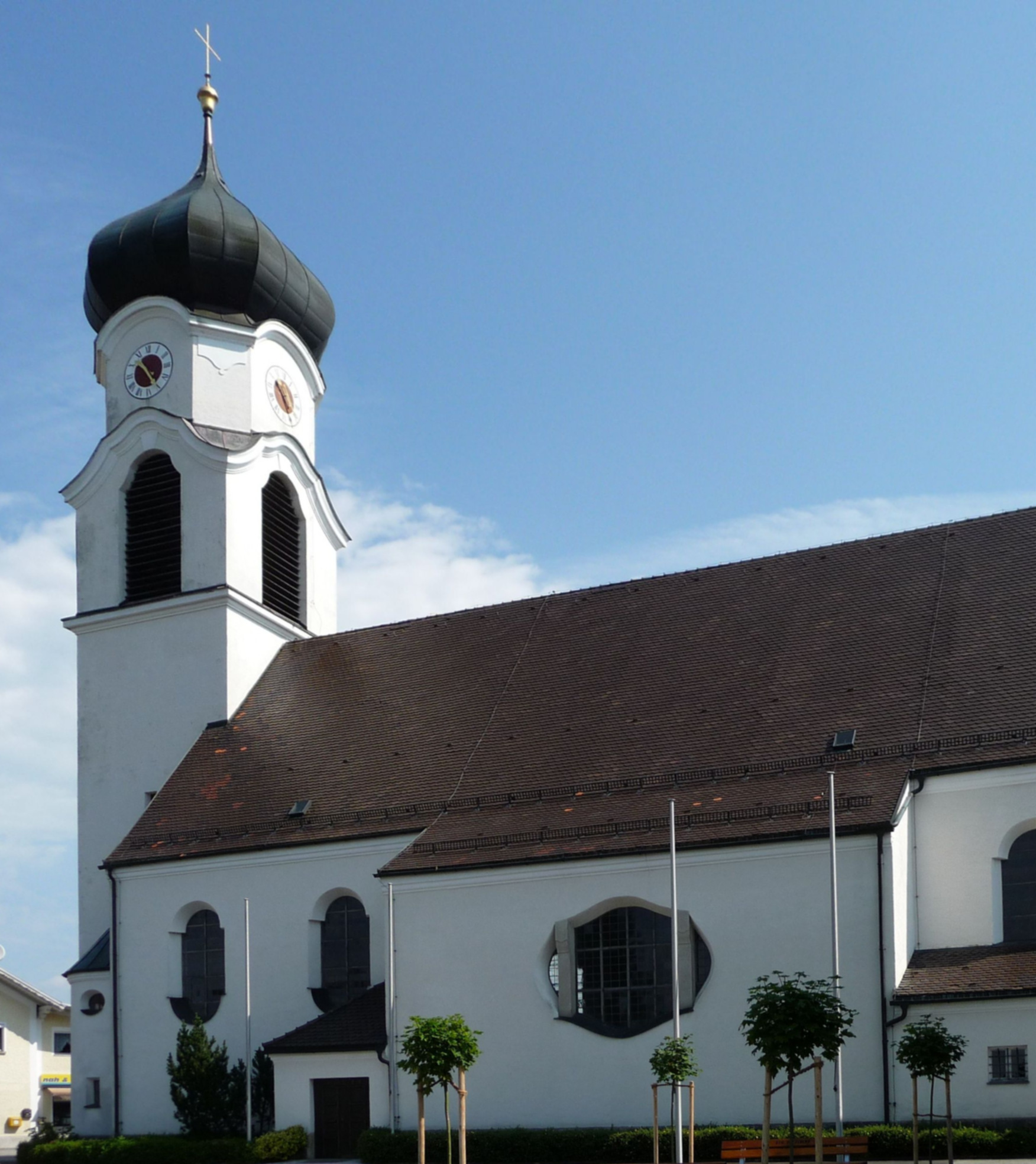
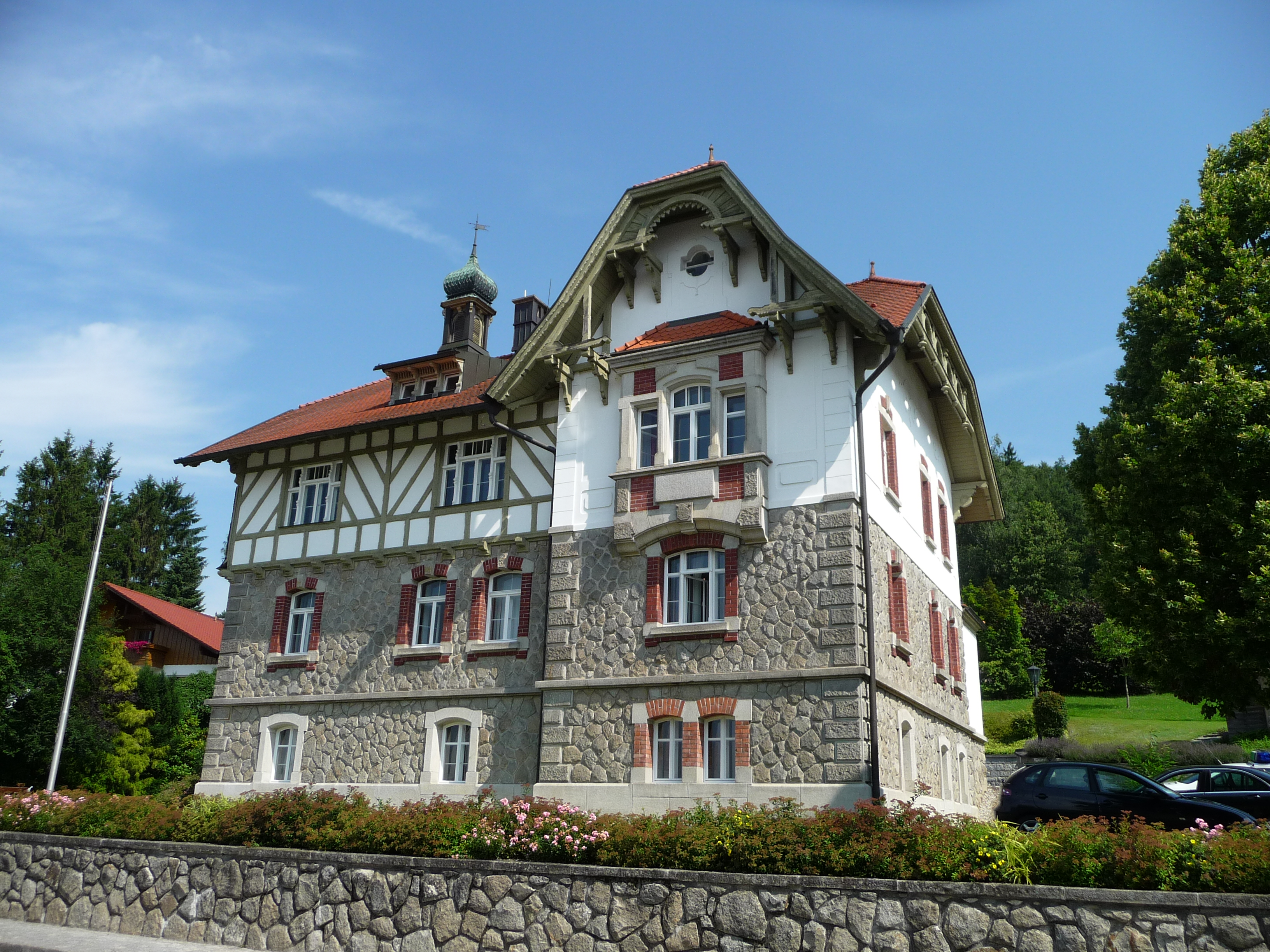
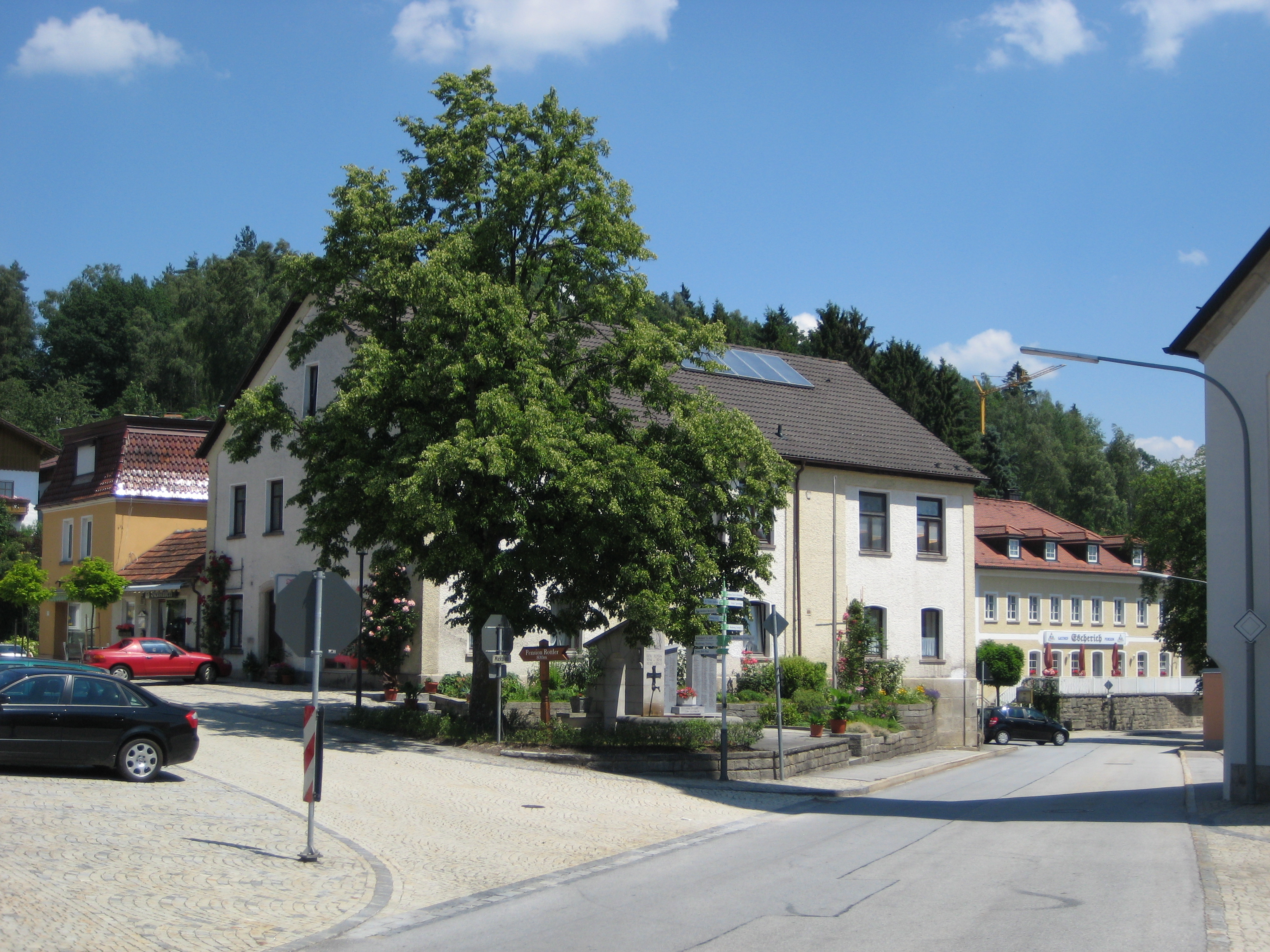
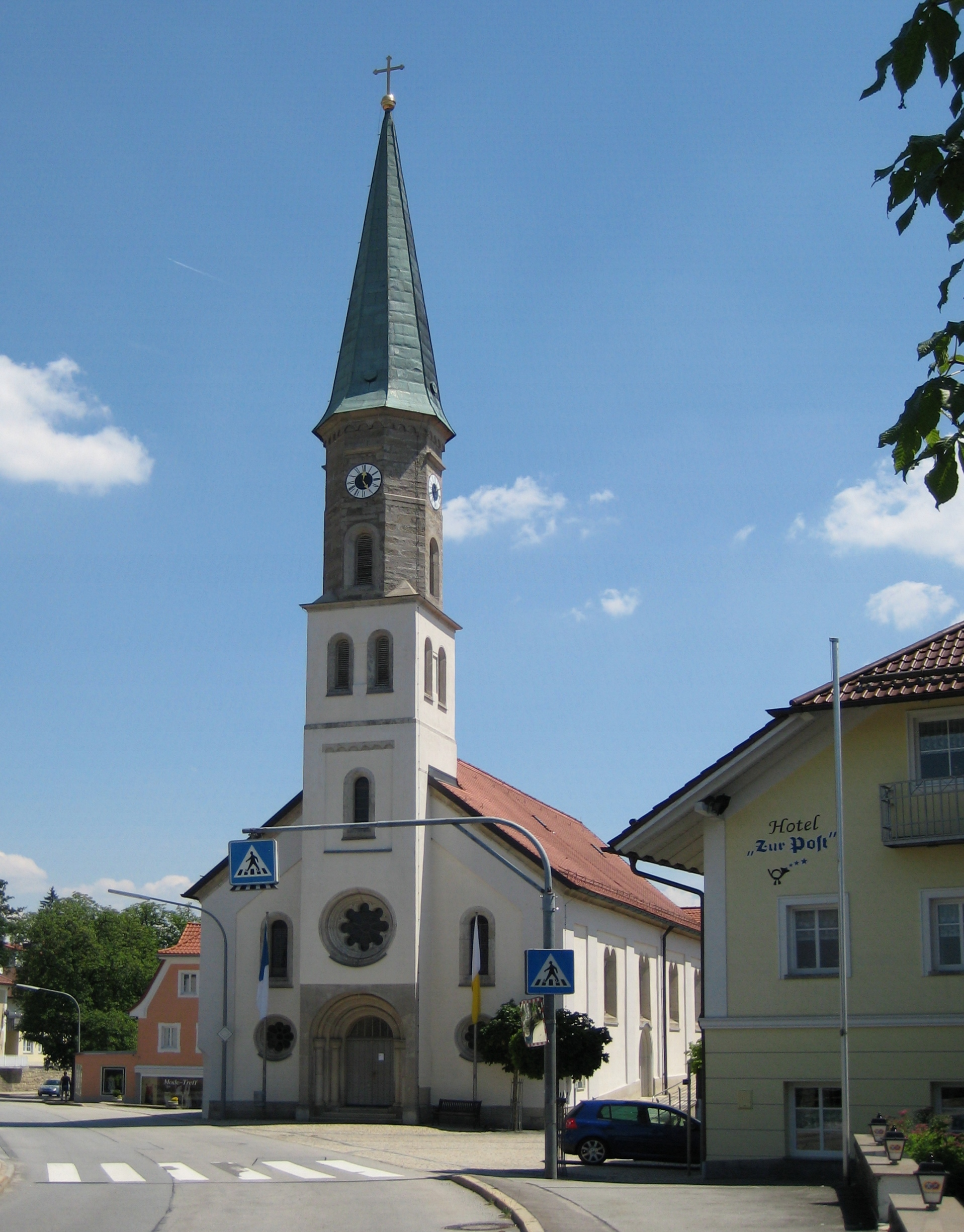